# Toby Haenen
Toby Christian Haenen (* 8. Oktober 1973 in Launceston, Tasmanien) ist ein ehemaliger australischer Schwimmer. Er gewann eine Bronzemedaille bei Olympischen Spielen.

## Leben
Der 1,91 Meter große Toby Haenen trat 1991 bei den Weltmeisterschaften in Perth über 200 Meter Rücken an und belegte den 16. Platz. Bei den Pan Pacific Swimming Championships in Edmonton wurde er 14. über 100 Meter Rücken und 16. über 200 Meter Rücken.
1992 bei den Olympischen Spielen in Barcelona schied Haenen auf beiden Rückendistanzen im Vorlauf aus. Vier Jahre später war er als Ersatzmann für das Rückenschwimmen bei den Olympischen Spielen in Atlanta Mitglied der Olympiamannschaft. Die australische 4-mal-100-Meter-Lagenstaffel mit Toby Haenen, Philip Rogers, Scott Miller und Michael Klim erreichte das Finale mit der viertschnellsten Vorlaufzeit. Im Endlauf siegte das Quartett aus den Vereinigten Staaten vor den Russen, dahinter schwammen Steven Dewick, Philip Rogers, Scott Miller und Michael Klim auf den dritten Platz. Alle fünf eingesetzten Schwimmer erhielten eine Bronzemedaille.
Im 21. Jahrhundert betrieb Haenen das Toby Haenen Swim Centre an zwei Standorten in Melbourne.